# Robert Estienne
Robert Estienne [robér eťjen], latinsky Stephanus (1503, Paříž – 7. září 1559, Ženeva), byl francouzský humanista, překladatel, lexikograf a tiskař 16. století, který pracoval na zdokonalení Erasmova vydání biblického textu a jeho kapitoly poprvé rozčlenil na verše.

## Život
Narodil se jako druhý syn slavného tiskaře Henri Estienna a získal vynikající humanistické vzdělání v latině, řečtině i hebrejštině. Roku 1526 se oženil s dcerou bohatého tiskaře J. Badia, s níž měl deset dětí. Téhož roku převzal tiskárnu pod vlastním jménem a vydával latinské a řecké klasiky, často se svými komentáři a předmluvami, ale také své vlastní latinské (Thesaurus linguae latinae, 1531) a latinsko-francouzské slovníky, pro něž poprvé použil označení „slovník“ (Dictionnaire, 1538). Od roku 1528 tiskl také nová a kriticky vylepšená vydání řecké a latinské bible s indexy a poznámkami, což mu vyneslo nepřátelství profesorů pařížské Sorbonna|Sorbonny. Ta byla pověřena cenzurou nových knih, které pro ni recenzovali „přísežní knihkupci“, mezi něž Estienne nepatřil.

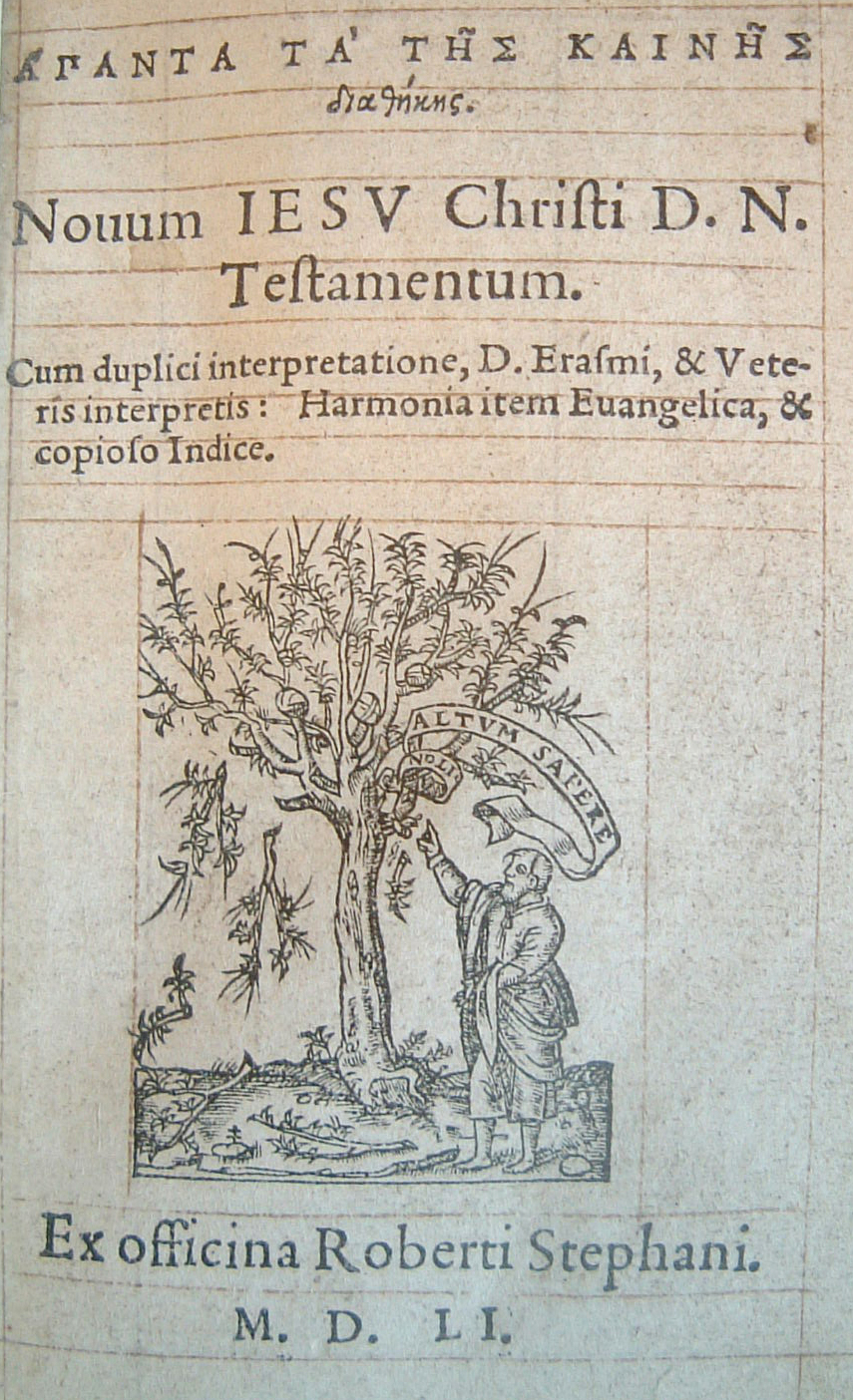
Titulní list řecko-latinského vydání Nového zákona se zavedením veršů (1551)

Roku 1540 jej král František I. jmenoval královským tiskařem a dal mu udělat nové řecké litery, které vyryl Claude Garamond. Estienne tiskl a vydával ročně 15-20 knih, dostával se však pod stále silnější tlak cenzorů. Po smrti krále Františka I. (1547) cestoval roku 1549 do Švýcarska, kde navštívil Ženevu, Basilej a Curych a seznámil se s reformátorem J. Calvinem. Roku 1550 se odstěhoval do Ženevy, přestoupil na kalvinismus a v následujícím roce vydal řecký Nový zákon, poprvé rozdělený na verše. Také v Ženevě byla cenzura, byla však vůči Estiennovi přátelská. Roku 1552-1553 vyšel jeho francouzský překlad bible a roku 1557 celá bible v původních jazycích s latinským překladem, rozdělená na verše.
Po Robertově smrti obnovili jeho synové tiskárnu v Paříži.

## Význam
Robert Estienne se významně podílel na vzniku moderních slovníků a patřil mezi mistry tiskařského umění, největší význam však měl jeho podíl na kritickém zdokonalování řeckého biblického textu, který sám roku 1557 poprvé nazval „textus receptus“.